# یوسوکه کوبوزوکا
یوسوکه کوبوزوکا (به ژاپنی: Yōsuke Kubozuka) (زادهٔ ۷ مهٔ ۱۹۷۹) هنرپیشه اهل ژاپن است.